# Chthonius strinatii
Espèce
Chthonius strinatii est une espèce de pseudoscorpions de la famille des Chthoniidae.

## Distribution
Cette espèce est endémique de Laconie en Grèce. Elle se rencontre dans la grotte Glifada à Magne-Oriental.

## Description
Les femelles mesurent de 0,93 à 1,12 mm.

## Étymologie
Cette espèce est nommée en l'honneur de Pierre Strinati.

## Publication originale
- Mahnert, 1975 : Griechische Hohlen pseudoskorpione. Revue Suisse de Zoologie, vol. 82, no 1, p. 169-184 (texte intégral).